# 最高指导原则
最高指导原则（英語：Prime Directive），也被称之为“星际舰队通用法令一号（Starfleet General Order 1）”、“通用法令一号（General Order 1）”和“非干涉原则（Non-Interference Directive）”，是“星际迷航虚拟宇宙”中星际舰队的指导原则，其内容在于禁止星际舰队成员干涉外星文明的内在和自然发展。最高指导原则特别适用于那些科学、技术和文化发展低于某个阈值的外星文明，以防止星舰成员利用其技术优势将自己的价值观或理想强加给他们。最高指导原则自从在《星际旅行：初代》第一季中被提出以来，就一直受到许多星际旅行的粉丝的关注并在后续剧集中引发讨论。

## 术语定义
尽管“最高指导原则”被诸多“星际旅行”的角色在电视剧或真人电影中提及和引用，但该原则的实际内容却从未真正展示给观众。对于该原则的最完整定义来自非正典作品，这包括：
|  | 最高指导原则禁止星际舰队人员或航天器干扰任何社会的自然发展；并强制要求星际舰队的船只和船员都是可以牺牲的，以防止违反这一原则。 |

和
|  | 每一个种族都有权在其本有的文化下进化，星际舰队的任何下属星舰或个人都不得影响外星种族进化过程、文化、制度、生活方式，影响的方式包括给予外星种族更先进的知识和科技。在拯救外星种族生命或其船只时也决不许违反最高指导原则，除非被拯救的种族已经受到了其他文明污染。最高指导原则高于其他任何原则，星际舰队下属星舰和个人必须将其视为最高原则。 |

## 发展过程
最高指导原则的创立通常归功于《星际旅行：初代》的的制作人吉恩·库恩。最高指导原则反应了当代的政治观点，即越南战争是超级大国对东南亚社会的一种干涉；而最高指导原则的创立被认为是对这种事务的反对。

## 批评讨论
最高指导原则在“星际旅行宇宙”中备受批评，原因在于原则的应用标准并不统一。例如在《星际旅行：初代》的“星期五的孩子”、“舱外有蓝天”、“云空监察者”、“苹果的滋味”、“执政官回归”和“末日的味道”等剧集里，进取号星舰的船员们就多次干涉了外星文明的法律和社会习俗，以实现星际联邦的目标、挽救船员的生命或改善外星人民的生活。
而在“星际旅行宇宙”外，针对最高指导的原则的批评也集中在上述问题。有人指出“最高指导原则”只是一个简单的剧情设置，其具体内容都由剧作家们所操控。珍妮特·斯特姆韦德尔（Janet D. Stemwedel）就指出，“星际旅行宇宙”中星际联邦的反殖民主义意图与“宇宙共享道德计划”之间存在着不可调和的矛盾，这可能需要“一种对等原则——即便你我之间技术水平完全不同，也意味着你拥有和我们同等的道德考虑”。斯特姆韦德尔更是在文中写到“如果你决心不惜任何代价保护外星文明的自然习俗和发展，那你最好呆在家里而不要尝试任何对新世界的探索。”科技艺术网站曾邀请律师就“最高指导原则”及其他“星际旅行”中的法律问题发表评论。相关评论包括认为“最高指导原则”是冷战时期产物，并且认为罗登伯里所撰写的这一切缺乏执法可能性。

## 时间最高指导原则
“时间最高指导原则”是针对时间旅行者（无论其来自过去或未来）可能干扰时间线自然发展而提出的虚构指南。
在《星际迷航：下一代》的“时间大问题”中，让-吕克·皮卡尔舰长就比较过“最高指导原则”与“时间最高指导原则”：
|  | 当然，你应该知道“最高指导原则”，它告诉我们，我们无权干涉外星世界的自然发展。我已经发誓要维护这个原则，但我不止一次地忽视这个原则，因为我认为这是正确的做法。现在，如果你正在坚持最高指导原则在时间发展上的相似指令，那么你是否有机会因为这是正确的做法而寻找出一个例外，帮助我做出抉择？ |

正如来自31世纪的时间旅行者丹尼尔斯（Daniels）在《星际迷航：进取号》“冷锋”中对乔纳森·阿切尔舰长所说的那样，随着时间旅行的技术变得切实可行，时间协议也在31世纪的某个时候被确立。这个协议允许时间旅行者基于研究历史的目的进行时间旅行，但是禁止他们就此改变历史走向。